# Rezovac
Rezovac – wieś w Chorwacji, w żupanii virowiticko-podrawskiej, w mieście Virovitica. W 2011 roku liczyła 1303 mieszkańców.